# Nederlandse kampioenschappen veldrijden 2008
De Nederlandse kampioenschappen veldrijden 2008 werden verreden op zaterdag 5 en zondag 6 januari 2008 in Sint-Michielsgestel.

## Uitslagen

### Mannen elite
Lars Boom was titelverdediger bij de mannen elite, nadat hij in 2007 zijn eerste kampioenschap had binnengehaald. Oud-kampioenen Richard Groenendaal en Gerben de Knegt stonden eveneens aan de start. In totaal stonden er 30 renners in de eliteklasse aan de start. Boom won zijn tweede titel en liet Thijs Al en Richard Groenendaal achter zich op de tweede en derde plaats. 
| Plaats                    | Naam                | Tijd    |
| ------------------------- | ------------------- | ------- |
| Nederlandse kampioenstrui | Lars Boom           | 1:01.07 |
| Zilver                    | Thijs Al            | + 2     |
| Brons                     | Richard Groenendaal | + 3     |
| 4                         | Gerben de Knegt     | + 7     |
| 5                         | Wilant van Gils     | + 9     |
| 6                         | Eddy van IJzendoorn | + 2.08  |
| 7                         | Roy van Heeswijk    | + 2.49  |
| 8                         | Bart Dirkx          | z.t.    |
| 9                         | Mathijs Wagenaar    | + 2.58  |
| 10                        | Daan de Jonge       | + 3.36  |

### Vrouwen elite
Daphny van den Brand was de titelverdedigster waarbij zij in het voorgaand jaar haar negende titel had gewonnen. Ze werd in de wedstrijd, in een veld van 18 vrouwen, verslagen door Mirjam Melchers-van Poppel die haar tweede nationale titel in het veldrijden won. Saskia Elemans werd derde.
| Plaats                    | Naam                       | Tijd   |
| ------------------------- | -------------------------- | ------ |
| Nederlandse kampioenstrui | Mirjam Melchers-van Poppel | 42.40  |
| Zilver                    | Daphny van den Brand       | + 25   |
| Brons                     | Saskia Elemans             | + 30   |
| 4                         | Marianne Vos               | + 48   |
| 5                         | Sanne van Paassen          | + 1.37 |
| 6                         | Reza Hormes-Ravenstijn     | + 1.58 |
| 7                         | Arenda Grimberg            | + 3.00 |
| 8                         | Linda van Rijen            | + 3.24 |
| 9                         | Loes Markerink             | + 3.45 |
| 10                        | Abke Francissen            | + 3.46 |

### Mannen beloften
| Plaats                    | Naam                | Tijd   |
| ------------------------- | ------------------- | ------ |
| Nederlandse kampioenstrui | Boy van Poppel      | 52.19  |
| Zilver                    | Thijs van Amerongen | + 1    |
| Brons                     | Mitchell Huenders   | + 5    |
| 4                         | Ramon Sinkeldam     | + 15   |
| 5                         | Ivar Hartogs        | + 35   |
| 6                         | Twan van den Brand  | + 46   |
| 7                         | Rik van IJzendoorn  | + 1.13 |
| 8                         | Hans Becking        | + 1.26 |
| 9                         | Remco Broers        | z.t.   |
| 10                        | Jerry Kallenfels    | + 2.39 |

### Jongens junioren
| Plaats                    | Naam                | Tijd  |
| ------------------------- | ------------------- | ----- |
| Nederlandse kampioenstrui | Tijmen Eising       | 39.46 |
| Zilver                    | Kevin Smit          | + 7   |
| Brons                     | Lars van der Haar   | z.t.  |
| 4                         | Micki van Empel     | z.t.  |
| 5                         | Jelle Lugten        | + 9   |
| 6                         | Geert van der Horst | + 15  |
| 7                         | Bas Krauwel         | + 17  |
| 8                         | Jasper Ockeloen     | z.t.  |
| 9                         | Corné van Kessel    | + 20  |
| 10                        | Nils van Kooij      | + 22  |

Kampioenschappen:  Wereldkampioenschappen · 
 Europese kampioenschappen · 
 Belgische kampioenschappen · 
 Nederlandse kampioenschappen
Klassementen:  Wereldbeker · 
 Superprestige · 
 GvA Trofee · 
 TOI TOI Cup · 
 Challenge national
1963 · 
1964 · 
1965 · 
1966 · 
1967 · 
1968 · 
1969 · 
1970 · 
1971 · 
1972 · 
1973 · 
1974 · 
1975 · 
1976 · 
1977 · 
1978 · 
1979 · 
1980 · 
1981 · 
1982 · 
1983 · 
1984 · 
1985 · 
1986 · 
1987 · 
1988 · 
1989 · 
1990 · 
1991 · 
1992 · 
1993 · 
1994 · 
1995 · 
1996 · 
1997 · 
1998 · 
1999 · 
2000 · 
2001 · 
2002 · 
2003 · 
2004 · 
2005 · 
2006 · 
2007 · 
2008 · 
2009 · 
2010 ·
2011 ·
2012 ·
2013 ·
2014 ·
2015 ·
2016 ·
2017 ·
2018 ·
2019 ·
2020 ·
2021 ·
2022 ·
2023 · 2024 · 2025